# Công quốc Holstein
Công quốc Holstein (tiếng Latinh: Ducatus Holsatiæ, tiếng Đan Mạch: Hertugdømmet Holsten, tiếng Đức: Herzogtum Holstein) là một lãnh địa công tước của Thánh chế La Mã tồn tại từ 1474 tới 1866.

## Lịch sử
Vào giai đoạn trung kì trung đại, vùng cực Bắc Đế quốc Carolus được gọi tạm trong các khẩu ngữ là Holsatia, Holsatiens, Holsten, Olsten, Olustenus... mà ngày nay giới nghiên cứu chưa rõ nghĩa.
Holsatia
Vào năm 811, sông Elbe được công nhận là biên giới tự nhiên theo thỏa ước giữa Charlemagne đại đế và thủ lĩnh Hemming của bộ tộc Sachsen (tiền thân vương quốc Đan Mạch trung đại), trong đó hạ lưu phía tả ngạn chính là Holsatia. Tuy nhiên, cho tới trung đại hậu kì, vùng này được định danh chính thức là bá quốc Holstein, nằm ở nơi giao thoa ảnh hưởng giữa liên minh Danno và Công quốc Sachsen.
Nhờ vị thế giao thoa nên Holstein rõ ràng hấp thụ một nền văn hóa đa dạng và hầu như là lối ra đại dương của Thánh chế La Mã.
Holsten
Vào năm 1474, theo thỏa ước phân ranh giữa liên bang Danno (lúc này sáp nhập thêm Thụy Điển) và vương quốc Đức, người Đức phải từ bỏ ý định xâm nhập Bá quốc Slesvig, đồng thời Slesvig được tái tổ chức thành công quốc, vẫn thuộc liên bang Danno. Còn Bá quốc Holsten cũng được nâng lên công quốc, chính thức được "tặng" (trong thực tế là từ bỏ chủ quyền) cho vương quốc Đức để đổi lấy nhượng quyền thương mại của dòng kị sĩ Teuton ở lưu vực Baltik.
Tuy nhiên, vua Christian I của Đan Mạch vẫn được công nhận là nhà cai trị duy nhất của công quốc này theo hình thức thái ấp và quyền hạn chỉ kết thúc khi nòi giống trực hệ của vị vua này không còn. Trong khoảng 4 thế kỷ tiếp sau, Holsten vẫn thuần túy là lãnh địa thuộc vương quốc Đan Mạch, nhưng trào lưu di cư từ đại lục đã khiến khu vực này có thêm lượng lớn dân nói tiếng Đức và ngày càng chiếm vị thế trọng yếu trong chính quyền địa phương.
Năm 1640, dòng dõi Christian I chính thức tuyệt tự, nhưng lúc này tình hình chính trị khu vực Bắc Đức khá ảm đạm Holsten vẫn được coi là lĩnh thổ chưa sáp nhập của Đan Mạch.
Năm 1713, trong thời kì Đại chiến Bắc Âu, Công quốc Slesvig thuộc sở hữu của gia tộc Schleswig-Holstein-Gottorp gồm cả Schloss Gottorf bị lực lượng Đan Mạch chiếm đóng. Tới năm 1720, theo hiệp ước Frederiksborg, toàn bộ khu vực Slesvig được nhượng hoàn toàn cho Đan Mạch (hạ từng công quốc xuống tiểu bang).
Vào năm 1773, Slesvig và Holsten được hợp nhất thành một bang trực thuộc vương quốc Đan Mạch, đứng đầu là một vị tổng đốc do vương thất đề cử.
Holstein
Năm 1806, Thánh chế La Mã giải thể, cả vương quốc Đan Mạch và vương quốc Đức đều được độc lập. Nhân cơ hội ấy, công quốc Holstein tuyên bố chủ quyền, hay đúng hơn là cải danh từ Holsten thành Holstein, chính thức từ bỏ tiếng Đan Mạch để dùng tiếng Đức.
Theo công nghị Wien năm 1814-5, Holstein tự nguyện gia nhập bang liên Đức. Điều này gây nên tranh cãi chủ quyền giữa Đan Mạch và Đức (sau đó là Phổ). Hai bên liên tục trao công hàm đả kích nhau, sau đó gây nên hai cuộc xung đột quân sự hạn chế (1864, 1866) nhằm giành thế thượng phong.
Tại Hòa ước Praha (1866), nước Phổ đại thắng. Theo đạo dụ ngày 24 tháng 12 cùng năm của quốc vương Phổ, hai lĩnh địa Slesvig và Holstein được hợp nhất thành tỉnh Schleswig-Holstein trực thuộc vương quốc Phổ. Sự kiện này được coi như kết thúc 5 thế kỷ độc lập của công quốc Holstein, đồng thời chuyển sang lịch sử thống nhất của tiểu bang Schleswig-Holstein.
Trong thời kì quân quản Đức sau Thế chiến thứ hai (1945 - 1949), khu vực Schleswig-Holstein tạm thời ở hình thức bán độc lập để chuẩn bị tiến tới thống nhất thành Liên bang Đức ngày nay.

## Quốc chủ
- 1523/45–1550: Johan Rantzau

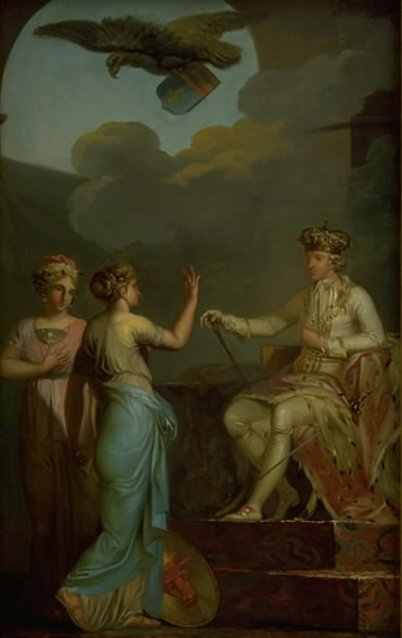
Tranh miêu tả việc Christian VII thống nhất các gia tộc nhà Holsten, do Nicolai Abildgaard vẽ.

- 1550–1556: Công tước Bertram von Ahlefeldt
- 1556–1598: Heinrich Rantzau
- 1598–1600: (trống ngôi)
- 1600–1627: Geerd Rantzau (1558–1627)[3]
- 1627–1647: (trống ngôi)
- 1647–1648: Vương công Frederick xứ Đan Mạch[3]
- 1648–1663: Christian zu Rantzau
- 1663–1685: Friedrich von Ahlefeldt, bá tước Langeland (1623–1686), phó thống đốc từ năm 1660
- 1685–1697: Detlev zu Rantzau (1644-1697)
- 1697–1708: Friedrich von Ahlefeldt, bá tước Langeland (1662–1708), phó thống đốc từ năm 1686
- 1708–1722: Carl von Ahlefeldt, công tước Langeland (1708–1722)
- 1722–1730: (trống ngôi)
- 1730–1731: Bá tước Charles Augustus xứ Brandenburg-Kulmbach (1663–1731), bác của người kế vị
- 1731–1762: Bá tước Frederick Ernest xứ Brandenburg-Kulmbach (1703–1762), ảnh rể của Christian VI
- 1762–1768: Công tước Friedrich Ludwig von Ahlefeldt-Dehn (1697–1771)
- 1768–1836: Vương công Charles xứ Hesse-Kassel
- 1836–1842: Vương công Frederick xứ Hesse-Kassel
- 1842–1851: Vương công Frederick xứ Schleswig-Holstein-Sonderburg-Augustenburg
- 1851–1864: Christian zu Rantzau